# 梅迪納縣 (德克薩斯州)
梅迪納縣（英語：Medina County）是美國德克薩斯州西南部的一個縣。面積3,456平方公里。根據美國2000年人口普查，共有人口39,304人。縣治洪多（Hondo）。
1848年2月12日置縣。縣名來自流經縣東北部的梅迪納河。